# Carl Schutte
Carl Otto Schutte (* 5. Oktober 1887 in Kansas City; † 24. Juni 1962 in Seattle) war der erste US-amerikanische Radrennfahrer, der bei Olympischen Spielen eine Einzelmedaille im Straßenradsport für die USA gewann.

## Sportliche Laufbahn
1912 startete Carl Schutte im olympischen Straßenrennen bei den Olympischen Spielen in Stockholm und errang die Bronzemedaille. Für das Rennen über rund 300 Kilometer um den Mälarensee benötigte er 10 Stunden, 52 Minuten und 38,8 Sekunden und lag damit zehn Minuten hinter dem Sieger, dem Südafrikaner Rudolph Lewis (der als 94. Letztplatzierte kam erst fünf Stunden später ins Ziel). Dieses war die erste Einzelmedaille für einen US-amerikanischen Radsportler bei Olympia im Straßenrennen und blieb bis zu den Olympischen Spielen 1984 die einzige. Zudem erhielt Schutte gemeinsam mit seinen Teamkollegen Walden Martin, Alvin Loftes und Albert Krushel eine weitere Bronzemedaille für den dritten Platz in der Mannschaftswertung im Straßenrennen (die Zeiten der vier besten Fahrer einer Nationalmannschaft wurden addiert). Nach den Olympischen Spielen fuhr Schutte gemeinsam mit Freunden per Rad bis in die Schweiz.
Im Alter von 44 Jahren versuchte Schutte vergeblich, sich für die Olympischen Spiele 1932 in Los Angeles zu qualifizieren, schaffte es aber immerhin, das Finale der Qualifikationsrennen in San Francisco zu erreichen. Im Laufe seiner Radsportkarriere errang er nie einen nationalen Titel.
1984 wurde Carl Schutte in die Greater Kansas City Amateur Hall of Champions aufgenommen.

## Familiengeschichte
Carl Schutte war der Sohn von Sigesmund Zacharias Schutte, der 1839 im Herzogtum Braunschweig geboren wurde und als Fünfjähriger mit seinen Eltern in die USA eingewandert war. Von New York aus reiste die Familie per Planwagen nach St. Louis, wo der Vater, nun Zach Schutte genannt, als Büchsenmacher arbeitete und die US-amerikanische Staatsbürgerschaft erhielt. Er betätigte sich auch im Präriehandel mit Siedlern, Indianern und Mexikanern, wobei er von seinem Sohn begleitet wurde. Von St. Louis aus reisten die Schuttes mit dem Dampfschiff den Missouri hinauf, schlossen sich einem Treck nach Osawatomie an und ließen sich in der Nähe als Farmer nieder. 1856 wurde einer der beiden Schutte-Männer im Zusammenhang mit dem Pottawatomie-Massaker, das der Abolitionist John Brown und seine Anhänger angerichtet hatten, von Befürwortern der Sklaverei, den sogenannten Border Ruffians, überfallen und ausgeraubt.
Das Buch The History of Anderson County belegt eine „amüsante“ Gerichtsverhandlung gegen Vater Schutte aus dem Jahre 1858. Er wurde beschuldigt, sich unrechtmäßig Land angeeignet zu haben, das eigentlich für eine öffentliche Schule vorgesehen war. Der Richter verhängte mehrere Geldstrafen gegen Schutte, auch, weil dieser angefangen hatte, ihn zu beschimpfen. Der Chronist machte sich über den deutschen Akzent von Schutte lustig: „Shudge, you vants my moneys […]; I vant no trial mit you; I vants to be tried mit der Governor. […] You old fool.“ Der eingeschüchterte Richter soll niemals versucht haben, die Geldstrafe eintreiben zu lassen.
Während des Sezessionskriegs diente Zach Schutte junior in der Unionsarmee, und 1867 eröffnete er einen Laden in Kansas City. 1880 gründete er den Holzhandel Schutte Lumber Co. Er wurde ein geachteter Bürger von Kansas City, dem Ehrlichkeit und true german spirit bescheinigt wurden. Er war zweimal verheiratet; nach dem Tod seiner ersten Frau im Jahre 1885 heiratete er im Jahr darauf deren Schwester. die spätere Mutter von Carl Schutte. Ein Bruder seiner beiden Ehefrauen war der Baseball-Star und Billardspieler Johnny Kling.
Carl Schutte wurde als einer von drei Söhnen von Zach Schutte († 1926) Geschäftsführer des Unternehmens. Er fuhr täglich mit dem Rad zur Arbeit und sammelte Fahrräder. Er war zweimal verheiratet, und mit seiner zweiten Frau zog er später nach Seattle. Ein weiterer Bruder war Präsident und der dritte Finanzchef von Schutte Lumber Co. Letzte Inhaberin des Geschäftes aus der Familie war die 1990 verstorbene Caroline Schutte, Witwe von Carls ältestem Bruders Victor. 1997 wurde das Unternehmen verkauft, behielt aber seinen Namen. 1998 war das Gelände des Traditionsunternehmens von Hochwasser betroffen, und 2003 brannte der Holzhandel zu weiten Teilen durch Brandstiftung nieder, wurde aber bis 2005 wieder aufgebaut.